# Mariam Constance Komara
 (août 2025).
La mise en forme du texte ne suit pas les recommandations de Wikipédia : il faut le « wikifier ».
Les points d'amélioration suivants sont les cas les plus fréquents :
- Les titres sont pré-formatés par le logiciel. Ils ne sont ni en capitales, ni en gras.
- Le texte ne doit pas être écrit en capitales (les noms de famille non plus), ni en gras, ni en italique, ni en « petit »…
- Le gras n'est utilisé que pour surligner le titre de l'article dans l'introduction, une seule fois.
- L'italique est rarement utilisé : mots en langue étrangère, titres d'œuvres, noms de bateaux, etc.
- Les citations ne sont pas en italique mais en corps de texte normal. Elles sont entourées par des guillemets français : « et ».
- Les listes à puces sont à éviter, des paragraphes rédigés étant largement préférés. Les tableaux sont à réserver à la présentation de données structurées (résultats, etc.).
- Les appels de note de bas de page (petits chiffres en exposant, introduits par l'outil «  Source ») sont à placer entre la fin de phrase et le point final[comme ça].
- Les liens internes (vers d'autres articles de Wikipédia) sont à choisir avec parcimonie. Créez des liens vers des articles approfondissant le sujet. Les termes génériques sans rapport avec le sujet sont à éviter, ainsi que les répétitions de liens vers un même terme.
- Les liens externes sont à placer uniquement dans une section « Liens externes », à la fin de l'article. Ces liens sont à choisir avec parcimonie suivant les règles définies. Si un lien sert de source à l'article, son insertion dans le texte est à faire par les notes de bas de page.
- La présentation des références doit suivre les conventions bibliographiques. Il est recommandé d'utiliser les modèles {{Ouvrage}}, {{Chapitre}}, {{Article}}, {{Lien web}} et/ou {{Bibliographie}}. Le mode d'édition visuel peut mettre en forme automatiquement les références.
- Insérer une infobox (cadre d'informations à droite) n'est pas obligatoire pour parachever la mise en page.

Pour une aide détaillée, merci de consulter Aide:Wikification.
Si vous pensez que ces points ont été résolus, vous pouvez retirer ce bandeau et améliorer la mise en forme d'un autre article.
 (juillet 2025).
Mariam Constance Komara est une écrivaine ivoirienne, enseignante et inspectrice d’éducation, reconnue pour ses contributions à la littérature ivoirienne contemporaine, notamment dans le genre de la nouvelle.

## Biographie
Titulaire d’une licence en lettres modernes et d’un Diplôme d’Études Supérieures Spécialisées (DESS) en management et gestion des ressources humaines obtenus à l’Université d’Abidjan, Mariam Constance Komara a exercé comme professeur de français avant de devenir inspectrice d’éducation au sein du ministère de l’Éducation nationale en Côte d’Ivoire,,,.
Passionnée de lecture et de voyage, elle s’est tournée vers l’écriture il y a une dizaine d’années, développant une œuvre centrée sur les expériences féminines, les relations humaines et les enjeux sociaux.

## Œuvres littéraire
Mariam Constance Komara est principalement reconnue pour ses recueils de nouvelles, dont:
Pouvoir de femme (2005): recueil de 11 nouvelles parrainé par l’écrivain Isaïe Biton Koulibaly, qui souligne son style clair et sa capacité à «écrire vrai ».
Une femme amoureuse est comme un orage (2003).
Je n’attendais que toi (2010).
Obsession (2015).

## Engagement associatif et culturel
Mariam Constance Komara est membre active de l’Association des Écrivains de Côte d’Ivoire (AECI) depuis 2007. En 2016, elle a présenté sa candidature à la présidence de cette association, avec pour ambition de redynamiser la littérature ivoirienne et de promouvoir une alternance à la tête de l’organisation, notamment en faveur d’une représentation féminine accrue.
Elle préside également l’ONG DIA, une association dédiée au bien-être des femmes et des enfants, et occupe des fonctions de vice-présidente dans d’autres structures associatives liées au personnel éducatif.

## Distinctions
Mariam Constance Komara a reçu plusieurs prix littéraires, parmi lesquels:
Le Prix Isaïe Biton Koulibaly de la Nouvelle (2003), récompensant son talent dans le genre de la nouvelle.
Le Prix Spécial du Jury du Prix Yambo Ouologuem au Mali (2012).

## Participation à la vie littéraire
Elle a participé à une pléthore de salons et de festivals dédiés à la littérature, tant en Afrique qu'en Europe, parmi lesquels on peut citer: 
Le Salon du livre de Paris (en 2012) 
La Fête du livre de Saint-Louis (Sénégal, en 2012) 
Le Salon du livre d'Abidjan à diverses reprises.
Le Salon du livre de Ouagadougou (Burkina Faso, en 2013) La Foire du livre de Conakry (Guinée, en 2015) Le Festival International de la Littérature et du Livre de Jeunesse (FELIV) en Algérie (2015).
Elle anime également des ateliers d’écriture et des conférences, notamment sur des thèmes liés à l’immigration et à la condition féminine.
Mariam Constance Komara incarne une voix  de la littérature ivoirienne contemporaine, mêlant engagement social, passion pour la langue française et volonté de promouvoir la culture littéraire africaine.